# Antropora erectirostra
Antropora erectirostra är en mossdjursart som beskrevs av Tilbrook 1998. Antropora erectirostra ingår i släktet Antropora och familjen Antroporidae. Inga underarter finns listade i Catalogue of Life.